# Малката
Малката (с арабского «место, где подбирают вещи»; егип. Pn-ṯḥn-Jtn - «Сияние Атона») — построенный во времена XVIII династии Нового царства древнеегипетский дворцовый комплекс, находившийся на западном берегу Нила близ города Фивы.

## История

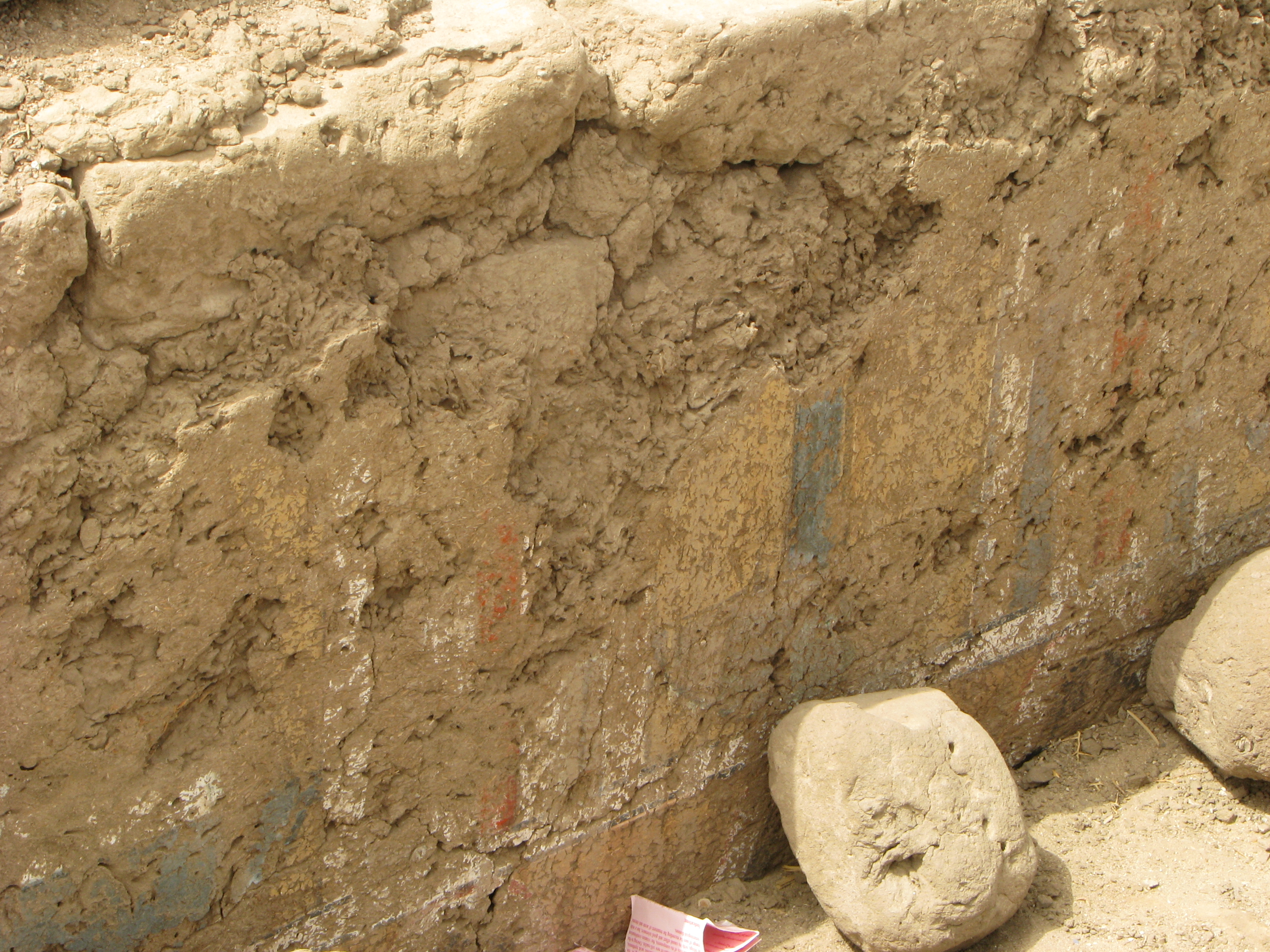
Настенные росписи Малкаты

Дворец Малката был возведён в XIV столетии до н. э., во время царствования фараона Аменхотепа III. К нему был также пристроен храм, посвящённые жене фараона Тие и богу Собеку. Строительным материалом при возведении служили кирпичи из глины. Восточнее дворца находилось священное озеро, соединённое сетью каналов с Нилом. В месте впадения каналов в реку находился крупный порт (Биркет-Абу).
В пустыне, поглотившей развалины Малкаты, после проведённых в 1888 году (Жоржем Даресси), в 1910—1920 годах (американским музеем Метрополитен), в 1970 году (музеем Филадельфийского университета) и с 1985 года — японским университетом Васэда раскопок на севере комплекса обнаружены руины храма Амона, на его юге — храма богини Исиды, а также зал торжеств Дворца, помещения для египетской знати и родственников семьи фараона, комнаты стражи и находящийся за пределами дворца алтарь Ком эль-Самак.
Возведение дворца Малката, начавшееся на 11-й год правления Аменхотепа III, продолжалось 18 лет. Первоначально носил название «Дворец сверкающего Атона», позднее был известен под именем «Пер-Хай» (Дом торжеств). Малката была резиденцией фараона в его последние годы царствования и была крупнейшим царским дворцом Древнего Египта. В нём фараон находился в непосредственной близости от столицы своего государства — Фив. Тем не менее, дворец вскоре опустел — так как фараон Эхнатон его покинул после перенесения столицы Египта из Фив в Амарну.
В Малкате позднее жили предпоследний фараон XVIII династии Эйе, а также его преемник Хоремхеб. Ко времени правления фараона Рамзеса II дворцовый комплекс превратился в одну из незначительных резиденций фараона, столица царства которого находилась много севернее. Во времена владения Египтом римлянами и византийцами Малката использовалась также и ими.

## Структура
Малката включала в себя огромное количество помещений и служб, среди которых выделялись спальные покои фараона, зал аудиенций, помещения его гарема. После того, как Эхнатон покинул дворец, «гарем» служил как складское помещение.
Настенные росписи, открытые и изученные археологами, определённо указывают на то, что дворец был искусно украшен. На потолках спальных покоев фараона многочисленны изображения богини Нехбет. Многие стены расписаны изображениями животных и растений, видом болотных пейзажей. В залах были установлены также красочно украшенные изображениями цветов деревянные колонны. Несмотря на плохую сохранность строения в целом, некоторые росписи сохранились в относительно приличном состоянии.